# Col Tenderfoot
 (octobre 2019).
Le col Tenderfoot, en anglais Tenderfoot Pass, est un col routier des montagnes Rocheuses situé dans le comté de Teller, au Colorado, à une altitude de 3 109 m. Il est traversé par la Colorado State Highway 67 entre Divide et Cripple Creek.